# Piero Cassano
Piero Cassano, all'anagrafe Pierangelo Cassano (Genova, 13 settembre 1948), è un compositore, editore e cantante italiano.
Ex tastierista dei J.E.T. e dei Matia Bazar, è considerato uno dei principali hitmaker italiani degli ultimi trent'anni.

## Biografia
Nato a Genova, Cassano muove i primi passi nella musica avvicinandosi al pianoforte. A metà anni '60 a Genova conosce il coetaneo Aldo Stellita, con il quale fonda il primo complesso, le Onde sonore. 
Nel 1967, insieme a Stellita, Gianni Casciano – già membro e fondatore dei Jets (a cui appartenevano Gianni Belleno, Angelo Sotgiu e Franco Gatti) – e Renzo "Pucci" Cochis, danno vita a una formazione chiamata New Jet (fino al 1970), poi solo Jet.
Nel 1970 arriva la defezione di Casciano, che viene sostituito da Carlo 'bimbo' Marrale. A quel periodo risale il primo incontro con una ragazza genovese dalla voce formidabile, Antonietta Ruggiero (per tutti Antonella), che supporta i J.E.T. – gruppo allineato a certe sonorità pop/progressive – come corista.
Nel 1973 i J.E.T. partecipano alla 23ª edizione del Festival di Sanremo con la canzone Anikana-o, pur non riuscendo ad accedere alla serata finale.
Nel 1974, prima che la band partecipa al singolo d'esordio da solista di Antonella Ruggiero – che dà il via alla nascita vera e propria dei Matia Bazar –, intitolato La strada del perdono, è Cochis ad andarsene e subentra Paolo Siani.
Nel 1975 tre dei quattro componenti dei Jet – ovvero Stellita, Marrale e lo stesso Cassano – fondano, con Antonella, i Matia Bazar. Subito dopo l'incisione del loro primo 45 giri, Stasera che sera, la prima formazione della band viene completata da Giancarlo Golzi. Al nome d'arte scelto da Antonella Ruggiero, "Matia" (che in genovese significa "matta", anche se la Ruggiero ha spesso smentito l'origine dialettale del termine, bensì "Matia" deriverebbe dalla volontà della cantante di scegliere un nome che non avesse identità di genere), verrà affiancato quello di "Bazar". Proprio con il complesso dei Matia Bazar, dal 1975 al 1981, Cassano compone varie hits da Stasera che sera a Cavallo bianco, da Per un'ora d'amore a Solo tu (singolo che vende più di due milioni di copie nel mondo). Come lui stesso racconta, egli scrisse la melodia di Cavallo bianco pensando espressamente alle incredibili capacità vocali di Antonella Ruggiero. Composte le strofe, Cassano e Marrale a casa del primo con una chitarra a dodici corde si erano bloccati, mancava il ritornello. Arrivò dopo ore di tentativi all'improvviso, consentendo di completare la canzone che Cassano considera la migliore composta per i Matia Bazar.
Nel 1978 il brano ...e dirsi ciao si aggiudica il primo posto alla 28ª edizione del Festival di Sanremo. Tu semplicità, Un raggio di luna, C'è tutto un mondo intorno, Italian sinfonia e Il tempo del sole chiudono la prima avventura di Cassano con i Matia Bazar. Nel 1979, insieme ad Aldo Stellita scrive il brano C'era un'atmosfera con cui Kim & The Cadillacs partecipano al Festival di Sanremo.
Nel 1983 inizia la fortunata collaborazione con il paroliere Adelio Cogliati, con il quale formerà coppia per circa dieci anni. Da questa collaborazione scaturiscono successi tra i quali l'album Pensami per te di Anna Oxa, comprendente il brano Quando nasce un amore, partecipante al Festival di Sanremo 1988.
Nel 1984 la carriera di Cassano ha una nuova svolta. La DDD, casa discografica per la quale incide Eros Ramazzotti, lo chiama per affidargli la produzione artistica di Eros. Il cantante romano è reduce dal successo per le "Nuove proposte" a Sanremo con Terra promessa e si è guadagnato quindi la partecipazione al Festival successivo tra i Big. Chiuso in una saletta della casa discografica a Milano, Cassano e Adelio Cogliati scrivono per l'occasione il brano Una storia importante. Cassano racconterà che per il ritornello della canzone forse più nota di Eros Ramazzotti si ispirò ai cori della curva del Genoa, la sua squadra del cuore, durante una partita di calcio di cui fu spettatore in quel periodo.
Compositore e produttore di Eros Ramazzotti, dal 1985 al 1993, dopo Una storia importante compone vari brani di successo, come Adesso tu, Questo mio vivere un po' fuori, Musica è, Ti sposerò perché, Ciao pà che segnano la carriera dell'artista romano. Tutte storie segna l'addio del produttore-compositore genovese al ragazzo di borgata. L'album fa segnare, ancora a tutt'oggi, il record di vendite assolute di Eros nel mondo. Solo in Italia l'album segna il passo. Tuttavia Cose della vita rimane l'hit di Ramazzotti più conosciuta tanto da esser ripresa in duetto con Tina Turner alla fine degli anni novanta.
Cassano lavora diviso tra Europa e Sud America collaborando fra gli altri con Mina, Milva, Fausto Leali, Demis Roussos, Ginette Reno, Mireille Mathieu, Mocedades, Sergio Dalma.
Tra il 1992 e il 2001, compone e produce album per alcuni fra i più popolari artisti del mercato latino-americano fra i quali Sergio Dalma e Ricardo Montaner. Proprio per quest'ultimo compone l'album Es asì (prodotto con la collaborazione di Max Longhi agli arrangiamenti e Gianclaudio Bassano per il coordinamento della produzione) ottenendo svariati riconoscimenti e premi rimanendo in classifica per più di un anno.
Viene premiato a New York dalla Società autori e compositori americana (ASCAP) come miglior compositore straniero nel 1999 nella sezione pop/ballad.
Tra il 1984 e il 1992, scrive per Mina – in collaborazione con Massimiliano Pani e Valentino Alfano – canzoni come E va bene ti voglio, Devi dirmi di sì, Comincia tu, Rose su rose, Sotto il sole dell'Avana, Cosa manca, Anima nera e Sei o non sei.
Partecipa per 16 volte al Festival di Sanremo in veste di artista, compositore e produttore vincendo tre primi premi, due con i Matia Bazar (...e dirsi ciao e Messaggio d'amore) e uno con Eros Ramazzotti (Adesso tu); ottiene inoltre un primo posto nella sezione "giovani" con Laura Bono (Non credo nei miracoli) ed un terzo posto nella sezione "big".
Nel 2000 si riunisce ai Matia Bazar partecipando al Festival di Sanremo con la canzone Brivido caldo, che si classifica all'ottavo posto; nel 2001 torna a partecipare (sempre con i Matia Bazar) al Festival di Sanremo, salendo sul terzo gradino del podio con il brano Questa nostra grande storia d'amore, mentre nel 2002 lo vincono con la canzone Messaggio d'amore, a cui fanno seguito due tour nazionali e internazionali.
Nel corso della sua carriera artistica Piero Cassano si cimenta anche come compositore di sigle di cartoni animati. Nel 1984 compone per Cristina D'Avena, con i testi di Alessandra Valeri Manera, Nanà supergirl e Pollon, Pollon combinaguai, sigle italiane degli anime Nanà Supergirl e C'era una volta... Pollon. Nel 1991 invece, insieme a Paolo Marino, compone Dolceluna e Ciao Sabrina, arrangiate entrambe da Nicolò Fragile; in seguito poi scrive la musica della sigla di The Mask insieme a Max Longhi e poi nello stesso anno e in quello successivo scrive la musica di Sailor Moon e il mistero dei sogni e Petali di stelle per Sailor Moon, sigle della quarta e quinta stagione dell'anime Sailor Moon.
Nel maggio 2017 Piero Cassano annuncia la sua seconda uscita dal gruppo Matia Bazar, ritirandosi dalle scene musicali.

## Discografia (solista)

### Singoli
- 1982 - Non arrenderti mai/Bianca luna
- 1982 - Donna blu/Ho bisogno di te